# شارتييهفيل (كيبك)
شارتييهفيل (بالإنجليزية: Chartierville, Quebec)‏ هي بلدية محلية في كيبيك تقع في كندا في Le Haut-Saint-François Regional County Municipality. يقدر عدد سكانها بـ 307 نسمة ومساحتها 142.60 كم2 .